# 1917 у футболі
Нижче наведені футбольні події 1917 року у всьому світі.

## Засновані клуби
- Атінаїкос (Греція)
- Ліллестрем (Норвегія)
- Русенборг (Норвегія)

## Національні чемпіони
- Аргентина: Расінг (Авельянеда)
- Австрія: Рапід (Відень)
- Данія: Копенгаген (1876)
- Ісландія: Фрам
- Нідерланди: Гоу Ехед Іглз
- Парагвай: Клуб Лібертад
- Швеція: Юргорден
- Шотландія: Селтік
- Угорщина: МТК
- Уругвай: Насьональ